# Озтюрк, Энгин
Энги́н Озтю́рк (тур. Engin Öztǘrk; род. 28 сентября 1986, Эскишехир, Турция) — известный турецкий актёр кино. Известен благодаря роли шехзаде Селима в сериале «Великолепный век».

## Биография
Сын солдата, выходца из Болгарии, мать — греческая эмигрантка. Четвертый ребёнок в семье (имеет трёх старших сестёр). 
В возрасте восьми лет занимался волейболом, затем работал барменом, в 2008 году увлёкся театром и решил стать артистом.
Изучал театральное мастерство в государственной консерватории (окончил в 2012 году).

## Личная жизнь
Некоторое время у Энгина были отношения с Элиф Сокмен. Позже Энгин встречался с известной актрисой Тюркю Туран, в 2013 году пара распалась. С 2015 года Энгин начал встречаться с Идиль Фырат.
Ещё талантливому актёру приписывали отношения с Ханде Сорал, Мерве Болугур, Ханде Догандемир, Джансу Дере, Нур Феттахоглу и Ойкю Караель.

## Фильмография
| Год       |   | Русское название                         | Оригинальное название           | Роль          |
| --------- | - | ---------------------------------------- | ------------------------------- | ------------- |
| 2010—2012 | с | В чём вина Фатмагюль?                    | Fatmagül'ün Suçu Ne?            | Селим Яшаран  |
| 2012—2013 | с | Бехзат Ч. Серийные преступления в Анкаре | Behzat Ç. Bir Ankara Polisiyesi | комиссар Эмре |
| 2013—2014 | с | Великолепный век                         | Muhteşem Yüzyıl                 | Селим II      |
| 2014—2015 | с | На жизненном пути                        | Hayat Yolunda                   | Джем Корджан  |
| 2015—2016 | с | Вспомни Гёнюль                           | Hatırla Gönül                   | Юсуф          |
| 2016      | с | Высшее общество                          | Yüksek Sosyete                  | Керем Озкан   |
| 2018      | с | Возрождение Эртугрул                     | Diriliş Ertuğrul                | Гюнальп бей   |